# Cyrtandra vulpina
Cyrtandra vulpina là một loài thực vật có hoa trong họ Tai voi. Loài này được (Kraenzl.) B.L.Burtt mô tả khoa học đầu tiên năm 1978.